# Borukkuyu, Altınekin
Borukkuyu là một xã thuộc huyện Altınekin, tỉnh Konya, Thổ Nhĩ Kỳ. Dân số thời điểm năm 2011 là 152 người.